# Berchemiella berchemiifolia
Berchemiella berchemiifolia là một loài thực vật có hoa trong họ Táo. Loài này được Tomitaro Makino mô tả khoa học đầu tiên năm 1898 dưới danh pháp Rhamnella berchemiaefolia. Năm 1923 Takenoshin Nakai chuyển nó sang chi Berchemiella.
Tên gọi tại Nhật Bản: yokogura-no-ki, theo tên núi Yokogura trên đảo Shikoku (theo T. Makino).

## Phân bố
Loài này được tìm thấy từ miền trung và miền nam Nhật Bản cũng như tại phía nam bán đảo Triều Tiên (Hàn Quốc).

## Mô tả
Cây gỗ nhỡ lá sớm rụng. Các cành màu nâu sẫm ánh tía. Lá mọc so le, có cuống, thuôn dài, 3-12 × 1,7-5 cm, nguyên nhưng hơi quăn khó thấy, mép rất hẹp, nhọn thon ở đỉnh, tù hoặc nhọn ở đáy, nhẵn nhụi nhưng hơi có lông tơ với các lông mịn màu trắng dọc theo các gân nổi cao ở mặt dưới, dạng giấy, màu xanh lục sẫm nhưng gần xanh xám ở mặt dưới; gân giữa thanh mảnh, thẳng; gân phụ 6-10 đôi, đều, thẳng đứng-rõ và vươn tới mép lá; các gân con rất nhỏ và gần nhau; cuống lá nhẵn nhụi, dài 6-14 mm; lá kèm nhỏ, hình dùi, bền với phần đỉnh nhọn thon dài sớm rụng. Cụm hoa hẹp, ngắn hơn lá; trục cụm hoa thanh mảnh, với cuống cụm ngắn và lỏng lẻo và các lá bắc với các lá bắc con nhỏ dạng vảy sớm rụng. Hoa nhỏ, có cuống, màu ánh xanh lục, hình tán. Đài hoa hợp sinh phía dưới tạo thành ống hình chuông ngắn đính vào đĩa hoa rất mập ở bên trong; thùy 5, có mảnh vỡ ở nụ, hình tam giác-hình trứng, tù, mập. Cánh hoa 5, hình tròn-hình trứng, xen kẽ với lá đài nhưng nhỏ hơn và ngắn hơn. Nhị hoa 5, không thò ra, nằm trên mép đĩa hoa, đói diện với cánh hoa; bao phấn hình tròn-hình trứng, hướng trong; chỉ nhị ngắn, hình dùi. Bầu nhụy rất ngắn, với vòi nhụy ngắn và mập ở phía trên, thẳng đứng ở tâm đĩa hoa; đầu nhụy rất nhỏ, không cuống, trên đỉnh của vòi nhụy mập, chẻ đôi ngắn. Quả hạch ít, có cuống ngắn, hình trụ-thuôn dài, thuôn tròn ở đỉnh, dài 6-7 mm, nhẵn nhụi, bóng, viền bằng ống đài bền, phẳng, 5 góc tại đáy, màu da cam khi thuần thục; hạch 1, thuôn dài, màu ánh vàng, gần như nhẵn bóng, cứng, 1 sọc dài ở mỗi bên, 1 ngăn và 1 hạt.